# Неплах
Неплах, аббат (? — 1371) — настоятель бенедиктинского монастыря и советник короля Чехии, впоследствии императора Священной Римской империи Карла IV; один из официальных хронистов своей эпохи, автор латинской «Хроники Неплаха».

## Жизнь
Аббат Неплах был настоятелем монастыря в Опатовице.

## «Хроника Неплаха»
Хроника Неплаха — очередная неудачная попытка изобразить чешскую историю на фоне всемирной. Правда, автор лучше, чем его предшественники (Франтишек Пражский, Бенеш Крабице из Вейтмиле), знал историю Чехии, ближе стоял к самому Карлу, часто сопровождал его в путешествиях. Но сочинение Неплаха представляет собой лишь беспорядочную компиляцию, в которой многочисленные отчеты неоднократно повторяются, и на данные которой нельзя положиться.
Неплах взял за основу хронику пап и римских императоров Мартина Полония (ум. 1279) и добавил к ней краткую выдержку из чешских хроник — «Чешской хроники» Козьмы Пражского (ум. 1125), его продолжателей, и автора Далимиловой хроники (начало 1310-х), у которого заимствовал главным образом последовательность правления богемских государей и описание церковных событий.
Факты всемирной и чешской истории объединены у Неплаха механически. Повествование доведено до 1360-х, но наиболее интересные сведения, касающиеся последних двух десятилетий и почерпнутые из собственного опыта хрониста, не сохранились. Хроника опубликована на латинском языке, о ней есть отдельные упоминания у исследователей смежных сочинений.